# 2-га винищувальна дивізія (Третій Рейх)
2-га винищувальна дивізія (Третій Рейх) (нім. 2. Jagddivision) — винищувальна авіаційна дивізія повітряних сил нацистської Німеччини за часів Другої світової війни.

## Історія
2-га винищувальна дивізія заснована 1 травня 1942 року на аеродромі Штаде на базі штабу 2-ї зенітної прожекторної дивізії Люфтваффе.

## Командування

### Командири
- генерал-лейтенант Вальтер Швабедіссен (нім. Walter Schwabedissen) (1 травня 1942 — 30 вересня 1943);
- генерал-майор Макс-Йозеф Ібель (нім. Max-Josef Ibel) (30 вересня 1943 — 1 лютого 1945);
- оберст Густав Редель (нім. Gustav Rödel) (1 лютого — 8 травня 1945).

## Підпорядкованість
| Час                             | Група армій (округ)                    | Штаб  |
| ------------------------------- | -------------------------------------- | ----- |
| 1 травня 1942 — 15 вересня 1943 | XII повітряний корпус                  | Штаде |
| 15 вересня 1943 — 26 січня 1945 | I винищувальний корпус                 | Штаде |
| 26 січня — 8 травня 1945        | IX.(J) винищувальний повітряний корпус | Штаде |

## Бойовий склад 2-ї винищувальної дивізії
Формування управління, забезпечення та підтримки
- 212-й авіаційний полк зв'язку (Luftnachrichten Regiment 212);
- 222-й авіаційний полк зв'язку (Luftnachrichten Regiment 222);
- 232-й авіаційний полк зв'язку (Luftnachrichten Regiment 232).

- Винищувальне командування «Данія» (Jagdabschnittsführer Dänemark);
- 11-та винищувальна ескадра (JG 11);
  - штаб 11-ї винищувальної ескадри (Stab/JG 11);
  - I./11-ї винищувальної ескадри (I./JG 11);
  - II./11-ї винищувальної ескадри (II./JG 11);
  - III./11-ї винищувальної ескадри (III./JG 11);
- штаб 26-ї ескадри важких винищувачів (Stab/ZG 26);
- II./26-ї ескадри важких винищувачів (II./ZG 26);
- II./3-ї винищувальної ескадри (II./JG 3);
- III./302-ї винищувальної ескадри (III./JG 302);
- 3-тя нічна винищувальна ескадра (NJG 3);
  - штаб 3-ї нічної винищувальної ескадри (Stab/NJG 3);
  - I./3-ї нічної винищувальної ескадри (I./NJG 3);
  - III./3-ї нічної винищувальної ескадри (III./NJG 3);
- II./1-ї нічної винищувальної ескадри (II./NJG 1).

- Винищувальне командування «Данія» (Jagdabschnittsführer Dänemark);
- 11-та винищувальна ескадра (JG 11);
  - штаб 11-ї винищувальної ескадри (Stab/JG 11);
  - I./11-ї винищувальної ескадри (I./JG 11);
  - II./11-ї винищувальної ескадри (II./JG 11);
  - III./11-ї винищувальної ескадри (III./JG 11);
- 3-тя нічна винищувальна ескадра (NJG 3);
  - штаб 3-ї нічної винищувальної ескадри (Stab/NJG 3);
  - I./3-ї нічної винищувальної ескадри (I./NJG 3);
  - II./3-ї нічної винищувальної ескадри (II./NJG 3);
  - III./3-ї нічної винищувальної ескадри (III./NJG 3);
  - IV../3-ї нічної винищувальної ескадри (IV../NJG 3);
- I./400-ї винищувальної ескадри (I./JG 400).